# 罗布·哈米尔
罗伯特·迈尔斯·“罗布”·哈米尔（英語：Robert Miles "Rob" Hamill，1964年1月4日—），又名罗比·哈米尔（Robbie Hamill），新西兰赛艇运动员、政治候选人。
他于1994年参加世界赛艇锦标赛，获得银牌。他以新西兰划船运动员身份参加1996年夏季奥林匹克运动会。此后，他在1997年的第一届大西洋赛艇赛中获胜。
2008年，他作为绿党的候选人参加新西兰大选，但最终落败。
罗布的长兄克里·哈米尔（Kerry Hamill）在1978年的通岛“狐媚女士”号（Foxy Lady）事件中被红色高棉俘虏，后在S-21监狱被杀害。2009年，柬埔寨法院特別法庭开庭审理前S-21监狱负责人康克由案，罗布作为证人出庭指证。